# Beckenrand Sheriff
Beckenrand Sheriff ist eine deutsche Filmkomödie von Marcus H. Rosenmüller mit Milan Peschel, Sebastian Bezzel und Dimitri Abold in den Hauptrollen. Am 9. September 2021 kam der Film deutschlandweit in die Kinos.

## Handlung
Im fiktiven oberbayerischen Grubberg muss der unbeliebte und mürrische Schwimmmeister Karl Kruse das in die Jahre gekommene Freibad vor der drohenden Schließung retten.
Denn für die Bürgermeisterin ist klar: zu alt, zu teuer und insgesamt nicht mehr tragbar. Und auch Bauunternehmer Albert Dengler möchte es direkt abreißen und lieber teure Wohnungen bauen. Damit sieht es für Karl alles andere als gut aus, der in „seinem“ Freibad nicht nur seit über 30 Jahren arbeitet, sondern auch in einer Dienstwohnung wohnt. Zu allem Überdruss wird ihm auch noch der nigerianische Flüchtling Sali, der gar nicht schwimmen kann, als Assistent zugeteilt.
Als Außenseiter hat Karl im Dorf weder Freunde noch Verbündete. Im Gegenteil. Er hat sich über die Jahre durch sein Verhalten sehr unbeliebt gemacht. Als Schwimmmeister ist seine oberste Priorität, dass im Freibad „Zucht und Ordnung“ herrscht. Die Besucher des Freibades machen es ihm aber auch nicht leicht. So krault eine ältere Dame immer auf Bahn Nr. 6, obwohl das Kraulen dort nicht erlaubt ist. Des Weiteren springen Besucher seitlich ins Becken oder verschieben die streng ausgerichteten Liegen oder nennen ihn Bademeister, obwohl er Schwimmmeister ist. Auch ein Entenpärchen, das auf dem Gelände lebt, verdreckt das Freibad mit seinen Ausscheidungen. Das Entenpärchen erweist sich als hartnäckiger Gegner, das sich durch nichts vertreiben lässt. Sogar einen Sprengstoffanschlag von Karl überlebt es. Am schlimmsten ist aber Dr. Rieger, der sich nicht traut, vom Fünf-Meter-Turm zu springen und dadurch den Schwimmbetrieb aufhält.
Die Schwimmbad-Schließung würde aber auch das skurrile Dorf-Wasserball-Team betreffen, und so beschließt dieses, dem Schwimmmeister doch zu helfen. Gemeinsam wollen sie das Freibad in eine Genossenschaft umwandeln. Dafür müssen sie aber 1000 Anteile zu je 50 Euro verkaufen. Der Verkauf läuft sehr schleppend, und es fehlen von 50000 Euro immer noch 46350 Euro. Der Bauunternehmer Dengler bietet Karl an, die 46350 Euro zu übernehmen, aber im Gegenzug muss er seinen Flüchtling entlassen, da Dengler die Freundschaft zwischen Sali und seiner Tochter sehr argwöhnisch beobachtet. Sali ist aber Karl mittlerweile ans Herz gewachsen, und so lehnt Karl das Angebot von Dengler ab, in dem Wissen, dass ihn das sein Freibad und somit seine Existenz kosten wird.
Bei einem Wasserballspiel kommt es zum Eklat, und Karl landet im Krankenhaus. Dort trifft er seinen Intimfeind Dr. Rieger, einen Ornithologen, der ebenfalls dort als Patient liegt. Von ihm bekommt er den Tipp, dass es sich bei dem verhassten Entenpärchen um sehr seltene Tiere handle, welche vom Aussterben bedroht seien. In letzter Minute können Dr. Rieger und Karl den Abriss des Freibades verhindern, u. a. auch, weil die ältere Dame, die verbotenerweise immer auf Bahn 6 krault, die 46350 Euro übernimmt. Als Gegenleistung verlangt diese von Karl lebenslanges „Kraulrecht“ auf Bahn 6. Obwohl dies gegen seine Prinzipien verstößt, nimmt Karl nach kurzer Bedenkzeit das Geld an, und das Bad ist gerettet. Sali darf somit weiterhin im Bad arbeiten, und auch Dr. Rieger schafft es endlich, mit ungewollter Hilfe von Herrn Dengler, vom Fünf-Meter-Turm zu springen.

## Hintergrund
Der Film wurde vom 7. September 2020 bis zum 26. Oktober 2020 gedreht und erhielt eine Förderung von 900.000 Euro vom FilmFernsehFonds Bayern, sowie eine Förderung von 450.000 Euro von der Filmförderungsanstalt. Die Dreharbeiten fanden im Freibad in Pleystein im Landkreis Neustadt an der Waldnaab sowie in Waldkraiburg im Landkreis Mühldorf und in der Kirche St. Josef in Weiden in der Oberpfalz statt.
Der Film hatte ca. 220.000 Kinobesucher.

## Rezeption

### Kritiken
Bild bezeichnet den Film als „herrliche Sommerkomödie“ und schreibt: „Mit diesem lustigen, großartig besetzten Comedy-Spaß kommt noch mal richtiges Sommer-Feeling auf.“ Das Onlineportal kino.de empfiehlt den Film als „komische wie tiefsinnige deutsche Komödie“.
In der Laudatio für das beste Drehbuch der Drehbuchwerkstatt München am Münchner Filmfest 2019 heißt es: „Beckenrand Sheriff hat uns trotz oder wegen seiner lakonischen Granteligkeit begeistert. Marcus Pfeiffer gelingt Großes im ganz Kleinen: Eine irre bayerische Dorfwelt mit einem liebevoll gezeichneten, schrägen Ensemble in dem ein Wasserball spielender Priester nur die Spitze des Eisbergs ist. Eine ungewöhnliche Flüchtlingsgeschichte, wie wir sie so noch nicht gelesen haben. Präzise, originell, handwerklich auf den Punkt – und schreiend komisch.“
Die Filmzeitschrift TV Spielfilm meinte, der Film überzeuge „zunächst mit einer gelungenen Mischung aus Humor, RomCom-Elementen“ und versprühe „viel süddeutschen Charme“. Im letzten Drittel mutiere die „launige Sommerkomödie aber urplötzlich und wenig elegant zum Flüchtlingsdrama – um anschließend im Klamauk zu enden“.

### Auszeichnungen
- 2019: Tankred-Dorst-Preis für das beste Drehbuch am Filmfest München 2019 für Marcus Pfeiffer.[10]
- 2022: Bayerischer Filmpreis für Johanna Wokalek als beste Darstellerin